# Hasenbecke
Der Hasenbecke ist ein etwa ein Kilometer langer kleiner Talauebach des Grundgebirges im Märkischen Oberland, der auf dem Gebiet der Kleinstadt Halver verläuft. Er ist ein nordöstlicher und orografisch rechter Zufluss des Bolsenbachs im nordrhein-westfälischen Märkischen Kreis.

## Geographie

### Verlauf
Die Hasenbecke entspringt am Westrand von Halver auf einer Höhe von etwa 396 m ü. NHN in einem Waldzipfel.
Der Bach fließt zunächst in südwestlicher Richtung zwischen dem Ortrand links und dem Rand eines Waldes rechts und wird dann auf seiner rechten Seite von einem namenlosen Waldbächlein gespeist. Kurz danach wird die Hasenbecke zu einem kleinen Teich gestaut. Nach etwa vierhundert Meter fließt ihr wiederum von rechts ein gut einen halben Kilometer langer Bach zu. 
Die Hasenbecke zieht dann an der Hofschaft Altemühle vorbei und mündet schließlich auf einer Höhe von circa 322,5 m ü. NHN rund einhundert Meter südwestlich von Altemühle von rechts in den aus dem Südosten heranziehenden Bolsenbach.
Der 1,14 km langer Lauf der Hasenbecke endet ungefähr 43,5 Höhenmeter unterhalb ihrer Quelle, sie hat somit ein mittleres Sohlgefälle von etwa 38 ‰.

### Einzugsgebiet
Das 97,1 ha große Einzugsgebiet der Hasenbecke liegt im Märkischen Oberland und wird durch sie über den Bolsenbach, die Ennepe, die Volme, die Ruhr und den Rhein zur Nordsee entwässert.
Es grenzt
- im Norden an das Einzugsgebiet des Schmalenbachs, der in den Löhbachs mündet
- im Nordosten an das des Löhbachs direkt, der in die Ennepe mündet und
- ansonsten an das des Bolsenbachs.